# Galio
El galio es un elemento químico de la tabla periódica de número atómico 31 y símbolo Ga. Descubierto por el químico francés Paul Émile Lecoq de Boisbaudran en 1875, El galio está en el grupo 13 de la tabla periódica y es similar a los otros metales del grupo como el aluminio, el  indio y el talio.
El galio elemental es un metal blando y plateado en temperatura y presión estándar. En su estado líquido, se vuelve blanco plateado. Si se aplica demasiada fuerza, el galio puede fracturarse de manera concoidea. Desde su descubrimiento en 1875, el galio se ha utilizado ampliamente para hacer  aleaciones con puntos de fusión bajos. También se utiliza en semiconductores, como dopante en sustratos semiconductores.
El punto de fusión del galio se utiliza como punto de referencia de la temperatura. Las aleaciones de galio se utilizan en los termómetros como alternativa no tóxica y ecológica al mercurio, y pueden soportar temperaturas más altas que éste. Un punto de fusión aún más bajo de −19 grados Celsius (−2,2 °F), muy por debajo del punto de congelación del agua, se afirma para la aleación galinstano (62-95% de galio, 5-22% de  indio y 0-16% de estaño en peso), pero ese puede ser el punto de congelación con el efecto del  sobreenfriamiento.
El galio no se encuentra como elemento libre en la naturaleza, sino como compuestos de galio(III) en cantidades mínimas en los minerales de zinc (como la esfalerita) y en la bauxita. El galio elemental es un líquido a temperaturas superiores a 29,76 grados Celsius (85,6 °F), y se derrite en las manos de una persona a la temperatura normal del cuerpo humano de 37 grados Celsius (98,6 °F).
El galio se utiliza principalmente en electrónica. El arseniuro de galio, el principal compuesto químico del galio en la electrónica, se utiliza en circuitos de microondas, circuitos de conmutación de alta velocidad y circuitos de infrarrojos. El nitruro de galio semiconductor y el nitruro de galio-indio producen  diodos emisores de luz azules y violetas y  diodos láseres. El galio también se utiliza en la producción de granate de galio y gadolinio artificial para joyería. El galio está considerado como un elemento tecnológico crítico por la Biblioteca Nacional de Medicina de Estados Unidos y  Frontiers Media.
El galio no tiene ningún papel natural conocido en la biología. El galio(III) se comporta de manera similar a las sales férricas en los sistemas biológicos y se ha utilizado en algunas aplicaciones médicas, incluyendo productos farmacéuticos y radiofármacos.

## Características principales

### Propiedades físicas

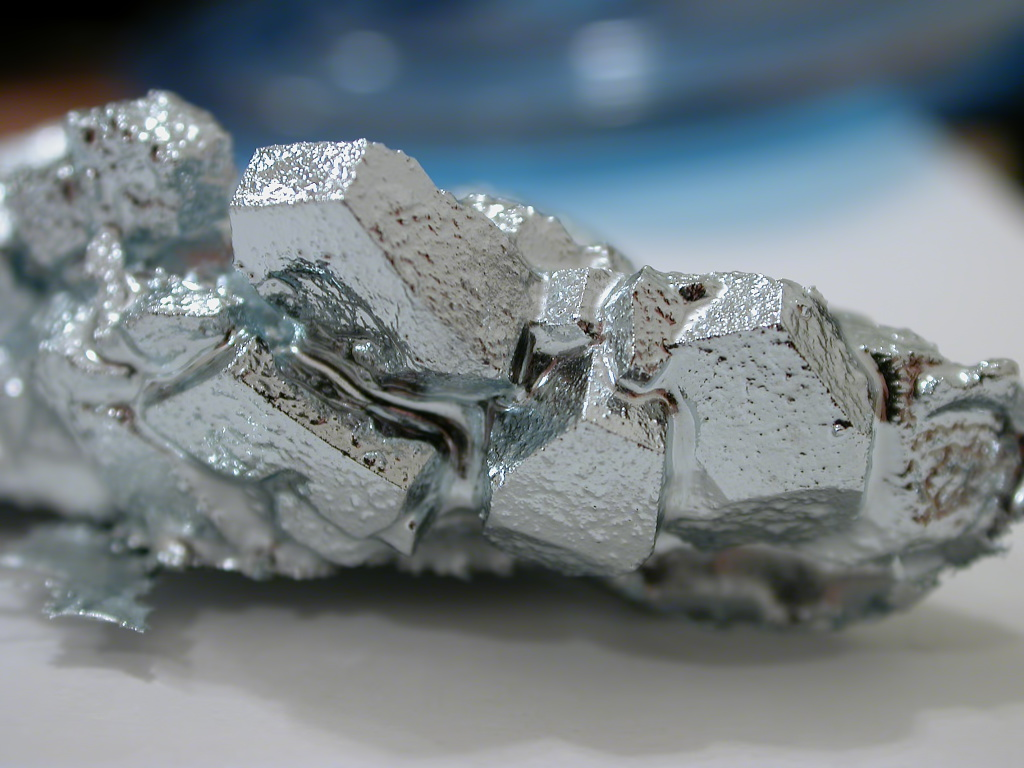
Cristales de galio

El galio es un metal blando, grisáceo en estado líquido y plateado brillante al solidificar, sólido deleznable a bajas temperaturas que funde a temperaturas cercanas a la del ambiente como, el cesio, mercurio y rubidio e incluso cuando se sostiene en la mano por su bajo punto de fusión (29,7646 °C). El rango de temperatura en el que permanece líquido es uno de los más altos de los metales (2174 °C separan sus puntos de fusión y ebullición) y la presión de vapor es baja incluso a altas temperaturas. El metal se expande un 3,1% al solidificar y flota en el líquido al igual que el hielo en el agua.
Presenta una acusada tendencia a subenfriarse por debajo del punto de fusión (permaneciendo aún en estado líquido) por lo que es necesaria una semilla (un pequeño sólido añadido al líquido) para solidificarlo. La cristalización no se produce en ninguna de las estructuras simples; la fase estable en condiciones normales es ortorrómbica, con 8 átomos en cada celda unitaria en la que cada átomo solo tiene otro en su vecindad más próxima a una distancia de 2,44 Å y estando los otros seis a 2,83 Å. En esta estructura el enlace químico formado entre los átomos más cercanos es covalente siendo la molécula Ga2 la que realmente forma el entramado cristalino.
A otra presión y temperatura se han encontrado numerosas fases estables y meta estables distintas.  El galio es uno de los cuatro metales no radiactivos, junto con el cesio, rubidio y  mercurio que se sabe que son líquidos a temperatura ambiente normal o cercana a ella. A diferencia del mercurio, el galio metálico líquido humedece el vidrio y la piel, junto con la mayoría de los demás materiales (con la excepción del cuarzo, el grafito y el teflón ), lo que hace que sea mecánicamente más difícil de manipular a pesar de que es sustancialmente menos tóxico y requiere muchas menos precauciones. El galio pintado sobre vidrio es un espejo brillante. Por esta razón, además de la contaminación del metal y los problemas de expansión por congelación, las muestras de galio metálico generalmente se suministran en paquetes de polietileno dentro de otros contenedores.
El galio corroe otros metales al difundirse en sus redes cristalinas.  Por ejemplo, se difunde en los límites de grano de aleaciones de aluminio-zinc y de acero, y son muy frágiles. El galio se alea fácilmente con muchos metales y se usa en pequeñas cantidades en la aleación de plutonio-galio en los núcleos de plutonio de las bombas nucleares para estabilizar la estructura del cristal de plutonio.
| Propiedad         | a    | b    | c    |
| ----------------- | ---- | ---- | ---- |
| α (~25 °C, μm/m)  | 16   | 11   | 31   |
| ρ (29.7 °C, nΩ·m) | 543  | 174  | 81   |
| ρ (0 °C, nΩ·m)    | 480  | 154  | 71.6 |
| ρ (77 K, nΩ·m)    | 101  | 30.8 | 14.3 |
| ρ (4.2 K, pΩ·m)   | 13.8 | 6.8  | 1.6  |

El galio no cristaliza en ninguna de las estructuras cristalinas simples . La fase estable en condiciones normales es ortorrómbica con 8 átomos en la celda unitaria convencional . Dentro de una celda unitaria, cada átomo tiene solo un vecino más cercano (a una distancia de 244  pm ). Las restantes seis celdas unitarias vecinas están espaciadas 27, 30 y 39 pm más lejos, y están agrupadas en pares con la misma distancia. Muchas fases estables y metaestables se encuentran en función de la temperatura y la presión. [22]
El vínculo entre los dos vecinos más cercanos es covalente ; por lo tanto, los dímeros de Ga 2 se consideran los componentes fundamentales del cristal. Esto explica el bajo punto de fusión en relación con los elementos vecinos, aluminio e indio. Esta estructura es sorprendentemente similar a la del yodo y puede formarse debido a interacciones entre los electrones 4p individuales de los átomos de galio, más lejos del núcleo que los electrones 4s y el núcleo [Ar] 3d 10 . Este fenómeno se repite con el mercurio con su configuración electrónica de "pseudo-gas noble" [Xe] 4f 14 5d 10 6s 2 , que es líquido a temperatura ambiente. El 3d10 electrones no protegen muy bien a los electrones externos del núcleo y, por lo tanto, la primera energía de ionización del galio es mayor que la del aluminio. [9] Los dímeros de Ga 2 no persisten en el estado líquido y el galio líquido exhibe una estructura compleja de baja coordinación en la que cada átomo de galio está rodeado por otros 10, en comparación con los valores de 11-12 típicos de la mayoría de los metales líquidos. [24] [25]
Las propiedades físicas de galio son altamente anisotrópico, es decir, tienen valores diferentes a lo largo de los tres ejes principales cristalográficos un , b , y c (ver tabla), produciendo una diferencia significativa entre el lineal (α) y el volumen de expansión térmica coeficientes. Las propiedades del galio dependen en gran medida de la temperatura, particularmente cerca del punto de fusión. Por ejemplo, el coeficiente de expansión térmica aumenta en varios cientos por ciento al derretirse.

### Propiedades químicas

#### Química acuosa
Los ácidos fuertes disuelven el galio, formando sales de galio (III) como Ga(NO
3)
3, (nitrato de galio). Las soluciones acuosas de sales de galio (III) contienen el ion galio hidratado, [Ga(H
2O)
6]3+
. : 1033   El hidróxido de galio (III) , Ga(OH)
3, puede precipitarse a partir de soluciones de galio(III) añadiendo amoniaco. Al deshidratar Ga(OH)
3 a 100 °C se produce hidróxido de óxido de galio, GaO (OH). : 140–141 
Las soluciones de hidróxido alcalino disuelven el galio formando sales de galato, que no deben confundirse con las sales de ácido gálico de nombre idéntico,  que contienen el anión Ga(OH)−
4.: 1033  El hidróxido de galio, que es anfótero, también se disuelve en álcali para formar sales de galato.: 141   Aunque trabajos anteriores sugirieron Ga(OH)3−
6 como otro posible anión del galato, no se encontró en trabajos posteriores.

#### Óxidos y calcógenos
El galio reacciona con los calcógenos solo a temperaturas relativamente altas. A temperatura ambiente, el galio metálico no es reactivo con el aire y el agua porque forma una capa de óxido protectora pasiva. Sin embargo, a temperaturas más altas, reacciona con el oxígeno atmosférico para formar óxido de galio (III), Ga
2O
3. La reducción deGa
2O
3 con galio elemental en vacío a 500 °C a 700 °C produce el óxido de galio (I) marrón oscuro, Ga
2O.: 285   El Ga
2O es un agente reductor muy fuerte, capaz de reducir el ácido sulfúrico H
2SO
4 a H
2S.: 207   Se desproporciona a 800 °C de nuevo a galio y Ga
2O
3.

## Historia
El galio fue descubierto mediante espectroscopia por Lecoq de Boisbaudran en 1875 por su característico espectro  al examinar una blenda de zinc procedente de los Pirineos. Ese mismo año lo aisló por electrólisis del hidróxido en una solución de hidróxido potásico (KOH) y le dio el nombre de su país natal Gallia, y el suyo propio por un juego de palabras de los que gustaban a los científicos de finales del siglo XIX ya que gallus significa gallo, coq en francés como su nombre Lecoq.
Antes de su descubrimiento la mayoría de sus propiedades fueron predichas y descritas por Mendeleyev —que lo llamó eka-aluminio— basándose en la posición que debía ocupar el elemento en la tabla periódica.
| Propiedades              | Predicciones de Mendeleev | Propiedades reales |
| ------------------------ | ------------------------- | ------------------ |
| Peso atómico             | ~68                       | 69,723             |
| Densidad                 | 5,9 g/cm3                 | 5,904 g/cm3        |
| Punto de fusión          | Bajo                      | 29,767 °C          |
| Fórmula del óxido        | M2O3                      | Ga2O3              |
| Densidad del óxido       | 5,5 g/cm3                 | 5,88 g/cm3         |
| Naturareza de hidróxidos | anfotérica                | anfotérica         |

## Abundancia y obtención
Se hallan trazas de este  metal en minerales como la bauxita, carbón, diasporo, germanita y esfalerita y es subproducto en los procesos de obtención de varios metales.

## Isótopos
El galio tiene 31 isótopos conocidos, con un número de masa que va de 56 a 86. Sólo dos isótopos son estables y se producen de forma natural, el galio-69 y el galio-71. El galio-69 es más abundante: constituye aproximadamente el 60,1% del galio natural, mientras que el galio-71 constituye el 39,9% restante. Todos los demás isótopos son radiactivos, siendo el galio-67 el más longevo (vida media de 3,261 días). Los isótopos más ligeros que el galio-69 suelen decaer por emisión de positrones o  captura de electrones a isótopos de zinc, aunque los más ligeros (con números de masa del 56 al 59) decaen por emisión de protones rápida. Los isótopos más pesados que el galio-71 decaen por desintegración beta (emisión de electrones), posiblemente con emisión de neutrones retardada, a isótopos de germanio, mientras que el galio-70 puede decaer tanto por desintegración beta minúscula como por captura de electrones. El galio-67 es único entre los isótopos ligeros por tener sólo la captura de electrones como modo de desintegración, ya que su energía de desintegración no es suficiente para permitir la emisión de positrones. El galio-67 y el  galio-68 (vida media 67,7 min) se utilizan ambos en medicina nuclear.
En medicina nuclear se emplea el galio como elemento trazador (escáner de galio) para el diagnóstico de enfermedades inflamatorias o infecciosas activas, tumores y abscesos ya que se acumula en los tejidos que sufren dichas patologías. El isótopo Ga-67 se inyecta en el torrente sanguíneo a través de una vena del brazo en la forma de citrato de galio realizándose el escáner 2 o tres días después para dar tiempo a que este se acumule en los tejidos afectados. Posteriormente se elimina principalmente en la orina y las heces. La exposición a la radiación es inferior a la de otros procedimientos como los rayos X o TAC.

## Precauciones
Debido a la expansión al solidificar el líquido, no debe almacenarse en recipientes rígidos (metálicos o de vidrio) ni llenarse el recipiente totalmente con galio líquido, ya que podrían romperse con la expansión que presenta este metal.

## Propiedades atómicas del galio
La masa atómica de un elemento está determinado por la masa total de neutrones y protones que se puede encontrar en un solo átomo perteneciente a este elemento. En cuanto a la posición donde encontrar el galio dentro de la tabla periódica de los elementos, el galio se encuentra en el grupo 13 y periodo 4. El galio tiene una masa atómica de 69,723 u.

## Propiedades del galio
El galio pertenece al grupo de elementos metálicos conocido como metales del bloque p que están situados junto a los metaloides o semimetales en la tabla periódica. Este tipo de elementos tienden a ser blandos y presentan puntos de fusión bajos, propiedades que también se pueden atribuir al galio, dado que forma parte de este grupo de elementos.
El estado del galio en su forma natural es sólido. El galio es un elemento químico de aspecto blanco plateado y pertenece al grupo de los metales del bloque p. El número atómico del galio es 31. El símbolo químico del galio es Ga. El punto de fusión del galio es de 302,9146 Kelvin (K) o de 29,7646 °C. El punto de ebullición del galio es de 2477 kelvin o de 2204,85 °C.
La configuración electrónica del galio es 1s2 2s2 2p6 3s2 3p6 3d10 4s2 4p1. La configuración electrónica de los elementos, determina la forma en la cual los electrones están estructurados en los átomos de un elemento. El radio medio del galio es de 130 pm, su radio atómico o radio de Bohr es de 136 pm, su radio covalente es de 126 pm y su radio de Van der Waals es de 187 pm. El galio tiene un total de 31 electrones cuya distribución es la siguiente: En la primera capa tiene 2 electrones, en la segunda tiene 8 electrones, en su tercera capa tiene 18 electrones y en la cuarta, 3 electrones.